# Saab AB
A Saab AB é uma empresa criadora de sistemas de defesa e segurança aeroespacial, sediada em Estocolmo, na Suécia.

## História
A"Svenska Aeroplan AB (aktiebolag)  (SAAB) foi fundada em 1937 na cidade de Trollhättan, com a fusão da SAAB e Linköping baseada em AB Svenska Järnvägsverkstädernas Aeroplanavdelning. A sede da empresa foi movida para Linköping. O estilo "Saab" substituiu o antigo "SAAB" por volta de 1950.
Originalmente manufaturando aeronaves, a empresa procurou outros caminhos para diversificar seu negócio e no final da década de 1940 começou a produzir automóveis. A Saab Automobile era baseada em Trollhättan. O primeiro carro foi o Saab 92001 em 10 de junho de 1947. A empresa logo recebeu a reputação por carros confiáveis e seguros, com uma história notavelmente competitiva.
No final da década de 1950, a Saab se aventurou no mercado da computação com a Datasaab. A empresa foi parcialmente um resultado da necessidade de fazer um computador que seria pequeno o suficiente para montar em uma aeronave como um equipamento auxiliar à navegação. Durante os anos 60 muitos computadores foram desenvolvidos e vendidos para países europeus (usados, por exemplo, em bancos). O computador para aeronaves (CK 37) foi usado em 1971 no Saab Viggen. A empresa acabou sendo vendida em 1975 para a UNIVAC, enquanto a Saab reteve seus desenvolvimentos de computadores de voo.
Em Maio de 1965, o nome da empresa foi mudado para Saab AB, refletindo sua grande gama de atividades. Em 1968, a Saab AB se fundiu com a montadora de caminhões Scania AB, e entre 1969 e 1995 a empresa foi chamada de Saab-Scania AB. A General Motors comprou 51% da divisão automotiva, a Saab Automobile, em 1990, e comprou o resto uma década depois.
Durante as mudanças de propriedade da empresa na década de 1990, o nome da empresa novamente voltou a ser Saab AB.
Em 1995 a Saab Military Aircraft e a British Aerospace (agora BAE Systems) formaram uma empresa em conjunto, a Saab-BAe Gripen AB, para fabricar, vender e dar suporte ao Gripen internacionalmente. Esta cooperação foi estendida em 2001 com a formação da Gripen International para o mesmo propósito.
Desde 1998 a British Aerospace (BAE Systems) tem sido a maior acionista na Saab após sua aquisição de uma parte de 35% da Investor AB por sua antecessora, a British Aerospace. Em janeiro de 2005, a BAE reduziu suas ações para 20%. A Investor AB também possui uma parte de 20%. A Investor AB possui hoje 38% dos direitos de voto e é, com outras instituições de Wallenberg, o proprietário majoritário.
Em outubro de 2008 a empresa anunciou sua intenção para fundir suas operações com a Simrad Optronics. Esta nova unidade desenvolverá optronics de alta tecnologia e terá sua sede na Noruega, porém, outros detalhes do acordo ainda não foram finalizados.

### Falência
Em 19 de dezembro de 2011, a Saab foi a um tribunal sueco e declarou falência. Segundo a matriz da Saab, a Swedish Automobile, não era possível assegurar a viabilidade econômica da montadora, que há três anos passa por problemas. O caso foi agravado quando a General Motors impediu que a empresa sueca fosse comprada por empresas chinesas.
Com a falência declarada, a Saab iniciou as negociações para que, em primeiro de janeiro de 2012, a empresa começasse a ser liquidada. Mas o valor estimado dos bens da Saab Automobile – aproximadamente 3 milhões de coroas suecas, cerca de R$ 811.200 – equivale a menos da metade das dívidas da fabricante.
A esperança de recuperação da fabricante com a compra da Saab por empresas da China foi frustrada pela General Motors, antiga dona da sueca. A GM ainda é proprietária de algumas tecnologias usadas pela montadora sueca, diz que a transferência dessas tecnologias para as chinesas poderia ser prejudicial para a empresa norte-americana, que decidiu impedir a venda.
Victor Muller, diretor executivo da Swedish Automobile (SWAN) e da Saab sueca, disse em entrevista coletiva, que ainda há investidores interessados na marca e que poderiam tirá-la da falência. Apesar de acreditar que a Saab pode se reerguer, Muller disse que a SWAN não será parte do possível futuro da fabricante sueca.
Representantes sindicais e o governo da cidade de Trollhättan, onde fica a fábrica da Saab na Suécia, também acreditam nesse possível futuro e se prendem a essa crença para afastar a ideia do fim da empresa que emprega, direta e indiretamente, cerca de 10 mil pessoas.
O primeiro-ministro sueco, Fredrik Reinfeldt, informou que o governo está pronto para lançar um pacote de medidas de apoio que garantirão, entre outras coisas, as garantias do fundo estatal que permitirão que os empregados cobrem os salários de novembro e dezembro.
Com a falência declarada, suspende-se o processo de reestruturação da fabricante sueca – a paralisação ou prolongação dessa reestruturação seria julgada no mesmo tribunal onde se deu a declaração de quebra da empresa. Esse mesmo tribunal havia autorizado, em 31 de outubro, a volta da reestruturação – que tinha passado por uma primeira interrupção – dias depois da SWAN formar um acordo com investidores chineses.
Com esse acordo, a Saab sueca seria vendida para os grupos Youngman e Pang Da por  100 milhões de euros – aproximadamente R$ 241 milhões. Novamente por conta da intervenção da GM, o acordo acabou não indo à frente. Também pelo temor das consequências das tecnologias da Saab nas mãos dos chineses, a General Motors rejeitou a solução alternativa sugerida pela SWAN – que manteria o controle sobre a Saab, com um banco chinês como investidor.
Os chineses da Youngman e da Pang Da planejavam investir 610 milhões de euros – algo em torno de R$ 1.4 bilhão – a partir de 2012. Ainda seriam investidos mais de R$ 120 milhões que eram parte de um acordo para que a Saab chegasse a vender 200 mil carros em 2012, além de uma terceira leva de investimentos para uma fábrica na China.
Os chineses quase assinaram um acordo formando uma sociedade com a SWAN. Porém, a má condição das finanças da matriz da Saab acabou levando os chineses a optar pela compra ao invés da parceria.
Com os problemas financeiros, a Saab suspendeu os pagamentos dos funcionários. A primeira suspensão aconteceu em fevereiro de 2009, e a fabricante passou seis meses sob administração judicial. A Saab contraiu um empréstimo de 400 milhões de euros – mais de R$ 960 milhões – do Banco Europeu de Investimentos e recebeu injeções de capital, mesmo assim a situação continuou piorando.

### Produção de aeronaves
O principal foco na produção de aeronaves é para Aviões de Caça. A Saab tem feito aeronaves desde a década de 1930, e os predecessores de jato puro do Gripen foram o Saab 29 Tunnan, o Saab 32 Lansen, o Saab 35 Draken e o Saab 37 Viggen. Os últimos modelos civis foram o Saab 340 e o Saab 2000. Ambos eram aeronaves de médio alcance, turbo-hélice. O desenvolvimento e a produção destas aeronaves tomaram lugar em Linköping, Suécia.

## Organização

### Soluções de Defesa e Segurança
- Saab Aerotech, soluções de suporte, suporte técnico para sistemas de aeronaves e serve as aeronaves da Saab.
- Saab Communication, soluções de comunicação para segurança civil e defesa nacional.
- Saab Grintek (70.3%), infraestrutura de telecomunicações (rádio, microondas, IP multimedia, WiMax, etc), comunicações táticas, logtronics, e design de rede.
- Saab Systems, apóia os sistemas.
- Saab Surveillance Systems, sistemas airborne early warning (AEW).
- Combitech, serviços de consultoria.

### Sistemas e Produtos

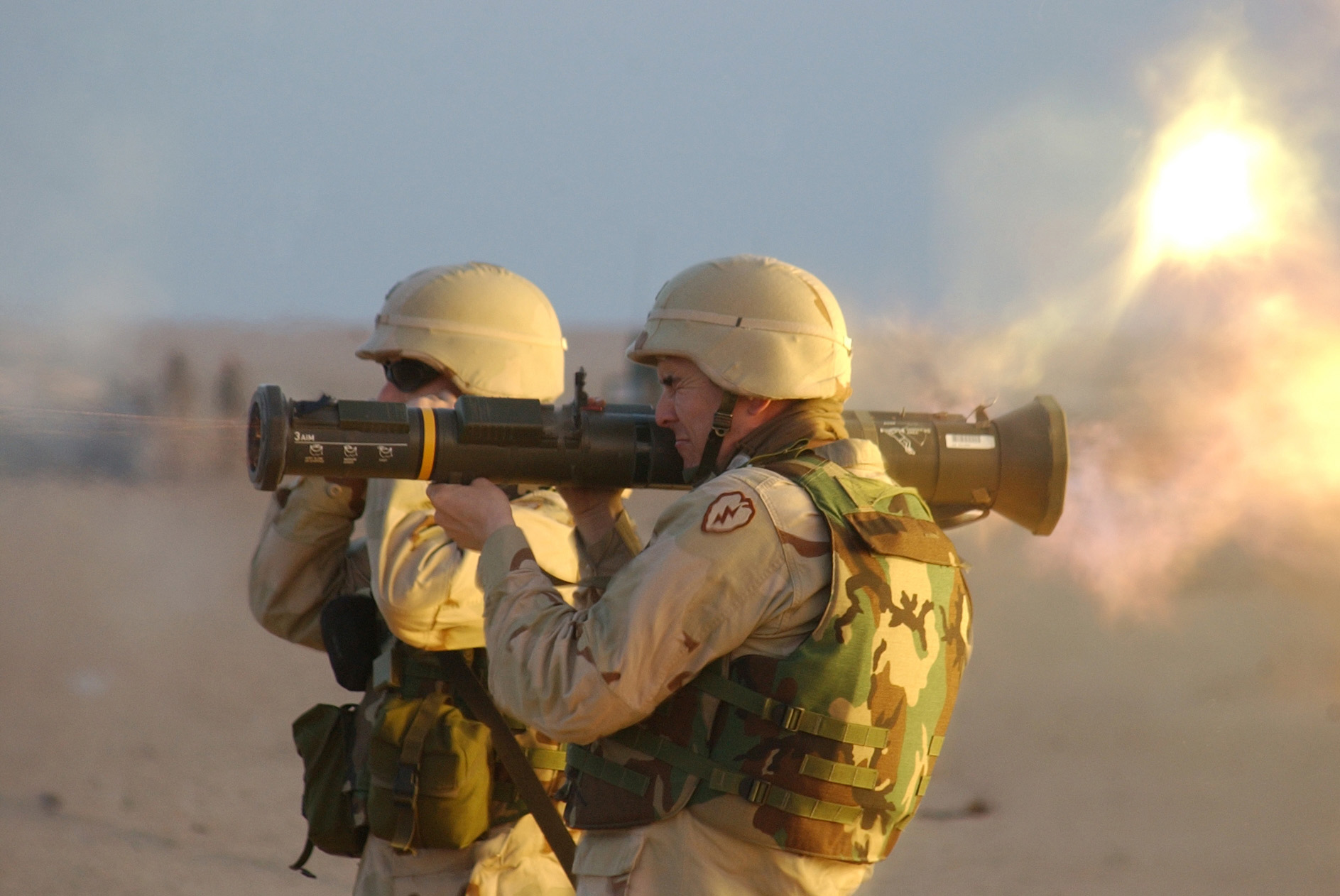
Antitanque portátil Saab AT-4

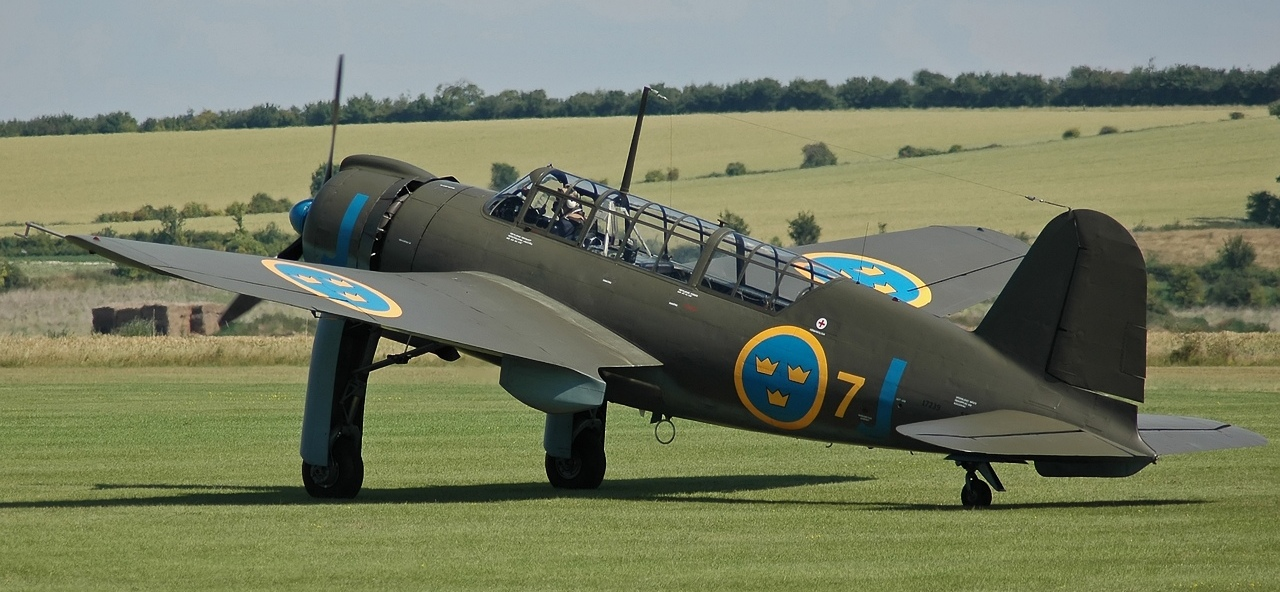
Saab B 17A

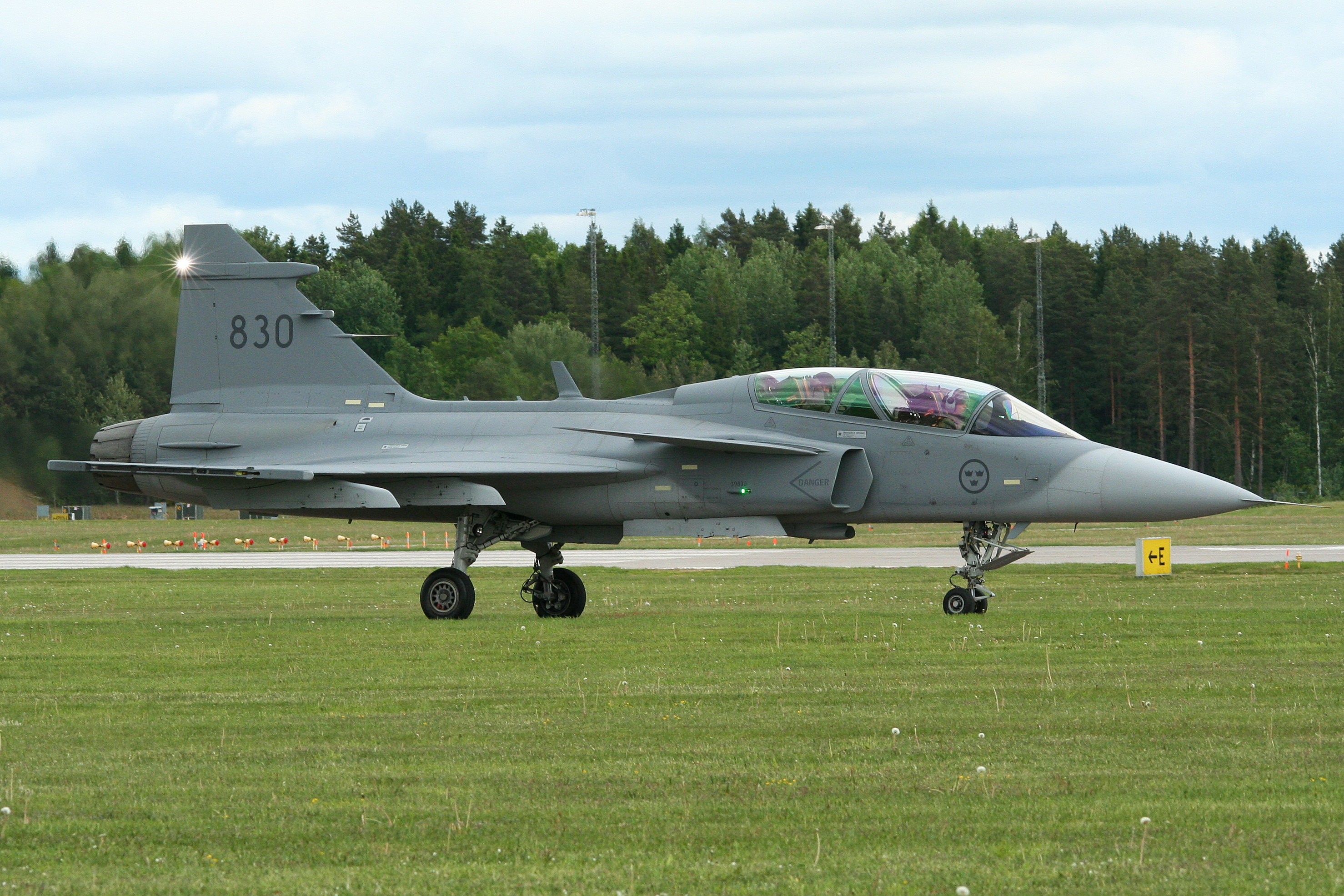
JAS 39 Gripen

- Saab Avitronics, aviônicos e sistemas eletrônicos.
- Saab Barracuda, sistemas de camuflagem.

O sistema de camuflagem Barracuda foi pioneiro em diversos aspectos ao longo de seus 60 anos de história. Foi a primeira camuflagem sintética do mundo(1957), primeira camuflagem contra radares(1967), primeira camuflagem contra infravermelho termal(1985), primeira camuflagem móvel para proteção de viaturas(1993) e primeira camuflagem multiespectral(VIS/NIR/TIR/RR)(1994).
- Saab Bofors Dynamics, mísseis: RBS 70, RBS 23 BAMSE, RBS 15 e armas de curto alcance: Carl-Gustaf, AT4/AT4 CS, STRIX e MBT LAW.
- Saab Microwave Systems (antigamente Ericsson Microwave Systems), sistemas de radar: Erieye, ARTHUR e GIRAFFE.
- Saab Training Systems, simuladores de equipamentos militares.
- Saab Underwater Systems, sistemas de detecção de minas marítimas, torpedos e ROVs.

### Aeronáutica
- Saab Aerostructures, estruturas para o JAS 39 Gripen, e seções inteiras para a Airbus, Boeing e NH90.
- Saab Aerosystems, desenvolvimento de sistemas para o JAS 39 Gripen.
- Saab Aircraft Leasing, empréstimos do Saab 340 e Saab 2000.
- Gripen International, vendas do JAS 39 Gripen.

## Aeronaves

### Aeronaves Militares
- Saab 17 (bombardeiro)
- Saab 18 (bombardeiro)
- Saab 21 (push-prop)
- Saab 21R (jato)
- Saab 29 Tunnan
- Saab 32 Lansen
- Saab 35 Draken
- Saab 37 Viggen
- Saab 39 Gripen
- Saab 105

### Aeronaves Civis
- Saab 90 Scandia
- Saab 91 Safir
- MFI-15 Safari
- Saab 340
- Saab 2000